# Gloria Vanderbilt
Gloria Laura Vanderbilt, född 20 februari 1924 i New York, död 17 juni 2019 i New York, var en amerikansk arvtagare, författare, konstnär, modeskapare och skådespelare.

## Biografi

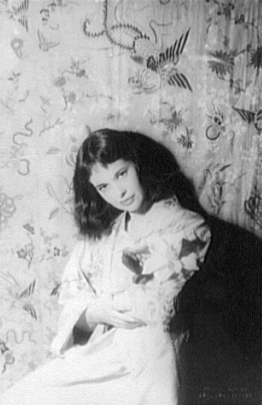
Gloria Vanderbilt 1958. Foto: Carl Van Vechten

Gloria Vanderbilts föräldrar var Reginald Claypoole Vanderbilt, ättling till Cornelius Vanderbilt, och hans hustru Gloria Morgan. Hennes far dog när hon var 18 månader och lämnade henne en stor förmögenhet med modern som förmyndare. Efter en lång och känsloladdad vårdnadstvist förlorade modern vårdnaden till Glorias faster Gertrude Vanderbilt Whitney. Detta skildras i Barbara Goldsmiths bok Little Gloria, Happy at Last som filmades som miniserie 1982.
Vanderbilt var aktiv som konstnär och hennes verk syntes på produkter från Hallmark Cards och Bloomscraft och vid flera konstutställningar. Under 1950-talet var hon också skådespelerska. Hon intresserade sig också för textildesign och under 1970-talet lanserades hennes namn som klädmärke, bland annat med en kollektion jeans. Hon har också skrivit flera självbiografier och romaner.
Hon var gift fyra gånger. Först med Pasquale DiCicco (1941–1945). Hennes andre make var dirigenten Leopold Stokowski (gifta 1945–1955) med vilken hon fick två barn. 1956–1963 var hon gift med regissören Sidney Lumet. Hennes fjärde make var Wyatt Emory Cooper. De var gifta från 1963 till hans död 1978 och de fick två söner, Carter Vanderbilt Cooper (1965–1988) och nyhetsjournalisten Anderson Cooper (född 1967). Hon hade också långvarigt förhållande med fotografen Gordon Parks.